# 拉基夫卡 (布恰区)
拉基夫卡（烏克蘭語：Раківка），是烏克蘭中北部基輔州布恰区布恰市镇内的村落，面積1平方公里，海拔高度111米，2001年人口330，人口密度每平方公里330人。